# Charbonnières (Saona i Loira)
Charbonnières és un municipi francès, situat al departament de Saona i Loira i a la regió de Borgonya - Franc Comtat. L'any 2007 tenia 338 habitants.

## Demografia

### Població
El 2007 la població de fet de Charbonnières era de 338 persones. Hi havia 125 famílies, de les quals 21 eren unipersonals (8 homes vivint sols i 13 dones vivint soles), 46 parelles sense fills, 54 parelles amb fills i 4 famílies monoparentals amb fills.
La població ha evolucionat segons el següent gràfic:
Habitants censats

### Habitatges
El 2007 hi havia 139 habitatges, 129 eren l'habitatge principal de la família, 8 eren segones residències i 1 estava desocupat. Tots els 138 habitatges eren cases. Dels 129 habitatges principals, 117 estaven ocupats pels seus propietaris, 9 estaven llogats i ocupats pels llogaters i 3 estaven cedits a títol gratuït; 2 tenien una cambra, 2 en tenien dues, 13 en tenien tres, 40 en tenien quatre i 73 en tenien cinc o més. 111 habitatges disposaven pel capbaix d'una plaça de pàrquing. A 42 habitatges hi havia un automòbil i a 87 n'hi havia dos o més.

### Piràmide de població
La piràmide de població per edats i sexe el 2009 era:
| Homes | Edats   | Dones |
| ----- | ------- | ----- |
| 0     | 95 o +  | 0     |
| 0     | 90 a 94 | 0     |
| 4     | 85 a 89 | 0     |
| 0     | 80 a 84 | 0     |
| 4     | 75 a 79 | 0     |
| 16    | 70 a 74 | 8     |
| 0     | 65 a 69 | 4     |
| 0     | 60 a 64 | 0     |
| 8     | 55 a 59 | 0     |
| 20    | 50 a 54 | 12    |
| 20    | 45 a 49 | 24    |
| 16    | 40 a 44 | 8     |
| 12    | 35 a 39 | 16    |
| 0     | 30 a 34 | 12    |
| 9     | 25 a 29 | 0     |
| 8     | 20 a 24 | 16    |
| 16    | 15 a 19 | 12    |
| 24    | 10 a 14 | 12    |
| 0     | 5 a 9   | 8     |
| 8     | 0 a 4   | 0     |

## Economia
El 2007 la població en edat de treballar era de 239 persones, 182 eren actives i 57 eren inactives. De les 182 persones actives, 180 estaven ocupades (94 homes i 86 dones) i 2 estaven aturades (1 home i 1 dona). De les 57 persones inactives, 34 estaven jubilades, 15 estaven estudiant i 8 estaven classificades com a «altres inactius».

### Ingressos
El 2009 a Charbonnières hi havia 134 unitats fiscals que integraven 368 persones, la mediana anual d'ingressos fiscals per persona era de 21.605 €.

### Activitats econòmiques
Dels 8 establiments que hi havia el 2007, 2 eren d'empreses de construcció, 3 d'empreses de comerç i reparació d'automòbils, 2 d'empreses d'hostatgeria i restauració i 1 d'una empresa de serveis.
Dels 2 establiments de servei als particulars que hi havia el 2009, 1 era una empresa de construcció i 1 restaurant.
L'any 2000 a Charbonnières hi havia 3 explotacions agrícoles.

## Equipaments sanitaris i escolars
El 2009 hi havia una escola elemental integrada dins d'un grup escolar amb les comunes properes formant una escola dispersa.

## Poblacions més properes
El següent diagrama mostra les poblacions més properes.